# 徐朗
徐朗（？—1864年），是太平天国的人物，广东人，封列王。
徐朗开始被封为殷天义。太平天国辛酉十一年（1861年）四月，攻克浙江寿昌县，八月，攻克浦江县。被洪秀全封为列王。太平天国甲子十四年（1864年）七月，徐朗在浙江孝丰县战死。